# Systematische Elementnamen
Die Systematischen Elementnamen sind provisorische Bezeichnungen für chemische Elemente. Diese erhalten erst dann einen bleibenden Namen, wenn ihre Entdeckung bestätigt ist. Weil es über die Bestätigung in der Vergangenheit Kontroversen gab (siehe Elementnamensgebungskontroverse), hat die IUPAC ein Schema für provisorische Elementnamen herausgegeben.

## Die IUPAC-Regeln
Diese provisorischen Namen leiten sich systematisch von der Kernladungszahl (Ordnungszahl) ab. Jede Ziffer wird in ein Wurzelwort übersetzt (siehe Tabelle). Die Wurzelwörter werden in der Reihenfolge der Ziffern aneinandergereiht. Wenn dabei die Silben ‚enn‘ und ‚nil‘ aufeinander folgen, wird nnn zu nn vereinfacht. Am Ende wird die Silbe ‚-ium‘ angefügt (bzw. ‚-um‘, falls das letzte Wurzelwort auf i endet).
| Ziffer | Wurzel | Symbol |
| ------ | ------ | ------ |
| 0      | nil    | n      |
| 1      | un     | u      |
| 2      | bi     | b      |
| 3      | tri    | t      |
| 4      | quad   | q      |
| 5      | pent   | p      |
| 6      | hex    | h      |
| 7      | sept   | s      |
| 8      | oct    | o      |
| 9      | enn    | e      |

Die Wurzelwörter stammen von den lateinischen und griechischen Zahlwörtern ab und wurden so ausgewählt, dass jedes mit einem anderen Buchstaben beginnt. Die provisorischen Symbole bestehen aus den Anfangsbuchstaben der Wurzelwörter.
Diese Regeln wurden 1979 formuliert und von der IUPAC gebilligt, als es Kontroversen um die Benennung der Elemente von 104 aufwärts gab.
Für alle noch nicht entdeckte Elemente und alle entdeckten aber noch nicht endgültig benannten Elemente (derzeit keine) gelten grundsätzlich zunächst die systematischen als provisorische Namen.

## Beispiele
Beispiele für die Benennung hypothetischer Elemente (siehe auch: Erweitertes Periodensystem):
- Element 119: un + un + enn + ium = Ununennium (Uue)
- Element 123: un + bi + tri + um = Unbitrium (Ubt)
- Element 132: un + tri + bi + um = Untribium (Utb)

Die zeitliche Phase, in der ein Element neu entdeckt, diese Entdeckung auch schon bestätigt ist, jedoch die Benennung mit einem endgültigen Namen durch IUPAC noch nicht erfolgt ist, kann relativ kurz sein, aber auch mehrere Jahre lang dauern. Vergleiche: Elementnamensgebungskontroverse (1994–1997).

## Eka- und Dwi-
Für Namen von noch nicht entdeckten Elementen wurden zuvor den im Periodensystem einen beziehungsweise zwei Plätze darüber stehenden Elementen die Silben Eka- (1871 von Dmitri Mendelejew eingeführt) oder Dwi-, jeweils mit Bindestrich, vorangestellt. So wurde Technetium als Eka-Mangan und Rhenium als Dwi-Mangan bezeichnet. Der Nachteil des Eka-Dwi-Systems ist, dass die Elemente, die in der ersten Reihe des g-Blocks stehen, damit nicht bezeichnet werden können, weil kein Element „darüber“ steht (18 Ordnungszahlen: 123 bis 140). Ein weiterer Nachteil ist, dass dieses System unweigerlich Annahmen dazu macht, wie unentdeckte Teile des Periodensystems aussehen. So wurde – vor Etablierung der Actinoid-Reihe – Element 94 als „Eka-Osmium“ bezeichnet, zutreffender wäre allerdings „Eka-Samarium“ gewesen, da die Actinoide unterhalb der Lanthanoide angeordnet sind.

## Hinweis
1. ↑  ‚enn‘ für 9 stammt von altgriechisch ἐννέα (ennea), ‚neun‘. Siehe auch Griechische Zahlwörter.
2. ↑  IUPAC commission on nomenclature of inorganic chemistry: Recommendations for the naming of elements of atomic numbers greater than 100, Pure Appl. Chem., 1979, Vol. 51, No. 2, pp. 381–384